# Islam au Bhoutan
L'islam au Bhoutan est une religion minoritaire du Bhoutan, pays qui a une religion d'Etat officielle, le bouddhisme.

## Populations
La proportion de musulmans au Bhoutan est de 3% selon l'Encyclopédie Universalis. Cette proportion est estimée à 5% par l'International Journal of Environmental Science and Development en 2010 ; l'Université de Laval avance la même estimation de 5% en 2022.
Les musulmans bénéficient des mêmes droits que les autres habitants du Bhoutan exception faite des droits en matière de liberté de culte ; ils ne peuvent pas prêcher l'islam. La liberté de religion a fini par être accordée aux hindous, autre minorité, mais non aux musulmans.

## Lieux de culte
Il n'y a ni mosquée ni église dans le pays, mais trois salles de prière qui en font office, où les musulmans, les sikhs et les chrétiens peuvent prier.
En 2008, la communauté Ahmadie du Bhoutan a construit une mosquée dans le pays [Où ?].